# Hiba Abouk
Hiba Aboukhris Benslimane (em árabe: هبة أبوخريص بن سليمان), mais conhecida como Hiba Abouk (em árabe: هبة أبوك), é uma atriz espanhola, nascida em 30 de outubro de 1986. Ela é conhecida por seus papéis em séries de televisão, especialmente a de Fátima em El Príncipe.

## Biografia
Hiba Abouk nasceu em Madrid e é a caçula dentre quatro irmãos. Ela é descendente de tunisiano e líbio. Antes dela nascer, seus pais deixaram a Tunísia, para morar na Espanha. Hiba é apaixonada pelo Flamenco. Estudou no Liceu Francês de Madrid até os 18 anos. Mais tarde, estudou filologia árabe e obteve uma licenciatura em teatro pela RESAD.
Após uma aparição em um episódio da série de televisão El síndrome de Ulíses em 2008, identificada como Hiba Hadoukis nos créditos, sua carreira de atriz realmente começou em 2010, na série de comédia La isla de los nominados, transmitida pela emissora espanhola Cuatro. Em 2011, atuou em um papel secundário na adaptação espanhola de Cheers e como Guadalupe em El corazón del océano, mas não foi ao ar até 2014. Em 2012, passou a fazer parte do elenco principal da série de comédia da Antena 3 (Espanha), Con el culo al aire, da qual participou nas duas primeiras temporadas. Em fevereiro de 2014, ela fez sua estreia em El Príncipe, uma série de drama policial exibida na Telecinco, normalmente assistida por mais de cinco milhões de telespectadores, na qual ela interpreta seu primeiro papel principal.

## Vida pessoal
Hiba Abouk era casada com o jogador de futebol Achraf Hakimi. O casal tem dois filhos.

## Filmografia

### Filmes
| Ano  | Título                | Personagem | Diretor                      | Notas       |
| ---- | --------------------- | ---------- | ---------------------------- | ----------- |
| 2012 | Pegada a tu almohada  | Marisa     | Mari Navarro                 |             |
| 2014 | Historias de Lavapiés | Rachida    | Ramón Luque                  |             |
| 2014 | Terre brulée          | Hiba       |                              | Filme curto |
| 2017 | Proyecto tiempo       | Alba       | Isabel Coixet                |             |
| 2019 | Malek                 | Shoreh     |                              |             |
| 2020 | Caribe: todo incluído | Alicia     | [[Miguel García de la Calera |             |
| 2021 | Manos libres          | Laura      |                              | Filme curto |

### Televisão
| Ano       | Título                   | Personagem             | Notas        |
| --------- | ------------------------ | ---------------------- | ------------ |
| 2008      | El Síndrome de Ulises    | Hiba                   | 1 episódio   |
| 2010      | La isla de los nominados | Eva Lys                | 11 episódios |
| 2011      | Saúde                    | Ágata                  | 1 episódio   |
| 2012–2013 | Con el culo al air       | Candela Prieto Soriano | 26 episódios |
| 2014      | El corazón del océano    | Guadalupe              | 6 episódios  |
| 2014–2016 | El Príncipe              | Fátima Ben Barek       | 31 episódios |
| 2021      | Mães. amor e vida        | Raquel Gutiérrez       | 8 episódios  |
| 2021      | J'ai tué mon mari        | Laure                  | 6 episódios  |

## Prêmios
- 2014 – Cosmopolitan Beauty Awards, ícone da beleza feminina.